# Сєдих Юрій Іванович
Ю́рій Іва́нович Сєди́х — Президент Товариства «Україна-Болгарія». Посол Миру. Член Української Ради Миру, дійсний член Академії будівництва України та Почесний член Української академії інформатики, Почесний доктор права Київського університету права НАН України, Почесний доктор Київського слов'янського Університету, доктор філософії, професор, Президент Асоціації «Міжнародне співробітництво» Національної Спілки журналістів України, член Асоціації генералів-ветеранів Міністерства оборони України.

## Напрями діяльності
Впродовж тривалого часу Ю. І. Сєдих плідна працює над зміцненням дружби між народами України та Болгарії. У 1971 році його прийняли до Правління Українського відділення Товариства радянсько-болгарської дружби, яке згодом було трансформоване у Товариство «Україна-Болгарія» у складі Української федерації зв'язків з закордонними організаціями. У 1998 році обраний президентом Товариства «Україна-Болгарія», докладає зусилля і спрямовує діяльність Товариства на розвиток дружби, всебічних наукових та культурних зв'язків між організаціями України та Болгарії. У своїй роботі спирається на дружній колектив однодумців.
Продовжуючи славні традиції, використовуючи досвід своїх попередників, Правління Товариства в сучасних, не простих умовах, вишукує і знаходить можливості вписати нові, незабутні сторінки у літопис дружби України та Болгарії, яка сягає віків ще за часів Київської Русі та освячена спільною історією, культурою, писемністю та вірою, боротьбою за незалежність.
Світ вдячний людям, які роблять добрі справи, зберігають славні традиції своїх попередників, вболівають за кращу долю нащадків і докладають зусиль аби зберегти мир та дружбу між народами. Вони не чекають на нагороди й відзначення, а роблять це за покликом серця. Саме такі люди згуртовані у Товаристві «Україна-Болгарія», яке обрано колективним членом Української Ради миру.
«Даруй людям добро, покладайся на долю, але роби власне життя. Не зупиняйся у дорозі навіть у найскрутнішу годину» — це життєве кредо Ю. І. Сєдих. За його ініціативою та проєктом у Печерському районі міста Києва побудований і освячений новий пам'ятник воїнам, які полягли у Російсько-турецькій війні 1877—1878 рр. за визволення Болгарії від п'яти вікового османського поневолення. Він зробив вагомий внесок у зміцнення економічного потенціалу України, нагороджений почесними відзнаками за участь у будівництві об'єктів хімії, стану «3000» Маріупольського металургійного заводу, газопроводу «Уренгой — Помари — Ужгород», має чотири медалі першого ступеню ВДНГ України за впровадження новітніх технологій у народне господарство країни та близько п'ятдесяти патентів і свідоцтв про винаходи. У 1986 році брав безпосередню участь у ліквідації наслідків аварії на Чорнобильській АЕС, власним коштом придбав та передав учасникам АТО медичні прилади, автор багатьох книг та статей у ЗМІ.

## Нагороди та звання
- Орден «За заслуги» III ступеня
- Почесна грамота Верховної Ради України
- Почесна грамота Кабінету Міністрів України.
- Лауреат премії ім. М. Будникова Академії будівництва України
- Лауреат премії «Незалежність» Національної Спілки журналістів України
- Лауреат Міжнародної літературно-мистецької премії ім. Миколи Сингаївського
- Орден «Мадарський вершник» Першого ступеню (Народна Республіка Болгарії)
- Орден Рівноапостольного князя Володимира I-II ступенів (УПЦ)
- Орден «Лицар Вітчизни» з врученням іменної шаблі,
- Орден «Чорнобильський хрест: Мужність. Честь. Гуманність»
- «Орден громадянської мужності» Міжнародної організації «Антитерористична єдність»
- Орден «За єдність України» Національного Комітету по боротьбі з корупцією
- Відзнака «За відвагу» МНС України
- Відзнака «Знак пошани» Міністерства оборони України
- Відзнака «Знак пошани» Київського міського голови
- Срібний Хрест Міжнародного благодійного фонду «Меценати Батьківщини».
- «Золота лаврова гілка» МЗС Болгарії
- Орден Миру II ст. Української Ради Миру
- Почесна відзнака «За захист прав людини» Уповноваженого Верховної Ради України з прав людини